# Павловская волость (Сумский уезд)
Павловская волость — административно-территориальная единица Сумского уезда Харьковской губернии в составе Российской империи. Административный центр — село Павловка.
В состав волости входило 1166 дворов в 20-и поселениях 9-и сельских общин:
- Павловка — бывший собственническое село у реки Павловка 45 верст от уездного города, 2508 человек, 420 дворов, православная церковь, школа, 3 лавки. 7 верст — железнодорожная станция Новоселки .
- Василевщина (Багреевщина) — бывший собственническое село у реки Лед , 206 человек, 40 дворов, винокуренный завод.
- Искрисковщина — бывший собственническое село у реки Лед , 524 человека, 78 дворов, православная церковь, кирпичный завод.
- Ободы — бывший собственническое село, 1148 человек, 158 дворов, лавка.

Всего в волости проживало 3663 человек мужского пола и 3591 — женского. Во всех поселениях волости по состоянию на 1914 год проживало менее тысячи человек.
Старшиной волости являлся Яков Евстратийович Семенченко, волостным писарем был Пантелей Петрович Чепуренко, председателем волостного суда — Николай Яковлевич Гончаров.